# Імператор Ґо-Хорікава
Імператор Ґо-Хорікава (яп. 後堀河天皇, ごほりかわてんのう, ґо-хорікава тенно; 22 березня 1212 — 31 серпня 1234) — 86-й Імператор Японії, синтоїстське божество. Роки правління: 29 липня 1221 — 17 листопада 1232. Ім'я перекладається як «Пізній Хорікава», що дозволяє вченим називати його Хорікава II.
Онук імператора Такакури, син принца Морісади і Тінсі, доньки Дзімйоіна Мотоіе (нащадка Фудзівара но Мітінаґи). При народженні отримав ім'я Ютахіто. Планував стати буддійським ченцем. 1221 року після придушення заколоту проти бакуфу на чолі із верховним імператором Ґо-Тоба призначається імператором. 14 січня 1222 року відбулася церемонія сходження на трон (сокуй). Призначив свого батька верховним імператором, але той помер вже у 1223 році. Але обидва не мали значного впливу, оскільки вже 1221 року бакуфу запровадив усатнову Рокухара-тандай для нагляду за імператорським двором.
1232 року зрікся влади на користь свого малолітнього сина принца Міцухіто, що став відомий як імператор Сідзьо. Планував впливати на політичну ситуацію як верховний імператор, чому суворо протидіяв сіккен Ходзьо Ясутокі.